# Conflict Intelligence Team
Das Conflict Intelligence Team (CIT) ist eine russische oppositionelle Plattform für investigativen Journalismus.
Die Organisation berichtet vor allem über die russischen Streitkräfte. Sie wurde 2014 vom Aktivisten Ruslan Lewijew gegründet und verlegte 2022 ihre Tätigkeit nach Georgien.

## Geschichte
Die Gruppe wurde von Ruslan Lewijew, einem Programmierer aus Surgut (Russland), gegründet. Laut seinen Angaben bemerkte er 2011 massiven Wahlbetrug bei den Wahlen zur Staatsduma, woraufhin er sich der russischen Opposition anschloss und ein Unternehmen gründete, das verschiedene Ereignisse im Zusammenhang mit dem Russisch-Ukrainischen Krieg übertrug, insbesondere die Euromaidan-Proteste in der Ukraine. Nach der Annexion der Krim durch Russland und dem Beginn des Kriegs im Donbas begann Lewijew, diese Konflikte zu dokumentieren und zu untersuchen, einschließlich der Beteiligung des russischen Militärs. Zunächst trug seine Gruppe den Namen „War in Ukraine (WiU)“, und im September 2015, nach Beginn der russischen Militäroperation in Syrien, änderte sie ihren Namen in den heutigen. CIT, das aus sechs Mitgliedern besteht, ist kleiner als andere vergleichbare Organisationen und insofern einzigartig, als alle Mitglieder russische Staatsbürger sind. Die Namen der meisten Gruppenmitglieder werden aus Sicherheitsgründen geheim gehalten.
Bis 2022 operierte die Gruppe hauptsächlich in Russland und war Bedrohungen ausgesetzt, darunter zwei Versuche, ein Strafverfahren gegen Lewijew einzuleiten, eine Vorladung zur Militärstaatsanwaltschaft, ein Angriff durch eine unbekannte Person, telefonische Morddrohungen und ein Hackerangriff durch die Gruppe CyberBerkut.
Am 5. März 2022 gab CIT bekannt, Russland verlassen zu haben, um seine Arbeit fortsetzen zu können. Im Mai wurde Lewijew im Exil nach dem Fake-News-Gesetz vom März 2022 angeklagt, was vom Komitee zum Schutz von Journalisten kritisiert wurde.
Im August 2023 erklärte die russische Regierung die Gruppe zur „unerwünschten Organisation“, wodurch ihre Arbeit zur Dokumentation und Untersuchung bewaffneter Konflikte mit russischer Beteiligung kriminalisiert wurde.

## Aktivität
Die Gruppe arbeitet mit großen internationalen Medien zusammen, die ihre Recherchen veröffentlichen, darunter die BBC, Reuters, Sky News und Der Spiegel.
CIT hat eine Reihe von Untersuchungen zur Präsenz und zu den Aktivitäten russischer Truppen in Syrien durchgeführt (einschließlich des Todes russischer Soldaten und des Einsatzes von Streumunition in Syrien). Durch die Analyse von Fotografien und Karten widerlegte CIT die offizielle russische Darstellung, wonach russische Truppen in Syrien nicht an Bodenkämpfen beteiligt seien.
Gemeinsam mit Bellingcat untersuchte die Gruppe die Umstände des Abschusses einer Boeing 777 in der Region Donezk im Jahr 2014. CIT identifizierte gemeinsam mit Bellingcat, The Insider und Proekt die wahren Namen der Verdächtigen in der Vergiftung von Sergei und Julija Skripal im Jahr 2018. Im Jahr 2020 untersuchte CIT den Mord an Alexander Taraikowski, einem Teilnehmer der Proteste in Belarus 2020–2021. Die Gruppe berichtete ausführlich über Russlands Vorbereitungen auf die Russische Invasion in der Ukraine 2022.